# احمد نجابت
احمد نجابت (زاده ۳۰ مرداد ۱۳۲۳–۲۲ آبان ۱۳۹۴)، نماینده اسبق شیراز و مخبر کمسیون بهداری در دوره‌های چهارم و پنجم مجلس شورای اسلامی می‌باشد که در دوره وزارت کامران باقری لنکرانی مدیر کل دفتر بازرسی وزارت بهداشت و مشاور وزیر بهداشت بود. وی معاون معاونت توسعه منابع انسانی رئیس‌جمهور و رئیس مرکز رسیدگی به تخلفات کارکنان دولت بود. او همچنین پس اتمام ماموریتش در وزارت بهداشت در زادگاهش شیراز به همراه کامران باقری لنکرانی و چند تن دیگر از اساتید دانشگاه و معتمدین شهر شیراز کانون فرهنگی بصیرت را راه‌اندازی کرد. او عضو شورای مرکزی جمعیت ایثارگران بود.
وی فرزند حیدرعلی و برادر حسین نجابت و برادرزاده حسنعلی نجابت است.

## مرگ
احمد نجابت در روز ۲۲ آبان ۱۳۹۴ در سن ۷۱ سالگی درگذشت.